# Мелекас
Мелека́с (устар. Меле́кс), в верховьях Картья́ (баш. Мәләкәҫ; Кәртйә), — река в России, протекает по территории Мечетлинского и Дуванского районов Башкортостана. Устье реки находится в 43 км от устья реки Ай по левому берегу. Длина реки составляет 53 км, площадь водосборного бассейна — 499 км².

## География
От истока к устью река протекает рядом с населёнными пунктами: Тастуба, Вознесенка, Ярославка, Сальевка, Мелекасово, Бургаджино, Гладких.

## Данные водного реестра
По данным государственного водного реестра России относится к Камскому бассейновому округу, водохозяйственный участок реки — Ай от истока и до устья, речной подбассейн реки — Белая. Речной бассейн реки — Кама.
Код объекта в государственном водном реестре — 10010201012111100022730.

## Топографические карты
- Лист карты O-40-140. Масштаб: 1 : 100 000. Состояние местности на 1980 год. Издание 1987 г.
- Лист карты N-40-8. Масштаб: 1 : 100 000. Состояние местности на 1983 год. Издание 1987 г.